# Edoardo Arbib
Edoardo Arbib (Firenze, 27 luglio 1840 – Roma, 6 marzo 1906) è stato un patriota, politico e giornalista italiano.

## Biografia
Nato in una famiglia di origine ebraica, prese parte fra i Cacciatori delle Alpi alla seconda guerra di indipendenza (1859-1860), raggiunse Garibaldi in Sicilia dopo lo sbarco dei Mille, e rimase ferito alla battaglia di Milazzo, ricevendo una decorazione al valore. Combatté poi da sottotenente nell'esercito regolare nel corso della terza guerra di indipendenza (1866) sul fronte trentino, dove meritò una seconda decorazione. Dimessosi dall'esercito raccolse la sua esperienza in L'esercito italiano e la campagna del 1866 (Firenze 1867).
Apprezzato giornalista, fu corrispondente di guerra del quotidiano La Nazione (1863), della rivista Nuova Antologia (1890), direttore del giornale La Capitale (1899), poi redattore (1901), collaboratore e direttore del Corriere della Venezia, collaboratore e direttore della Gazzetta del Popolo di Roma, collaboratore de Il Giorno di Roma.
Fondò a Roma il quotidiano, poi settimanale, La Libertà (1870), su posizioni moderate.
Fu parlamentare dal 1879 al 1895 e senatore dal 1904 al 1906. A lui dobbiamo l'opera Cinquant'anni di storia parlamentare del Regno d'Italia (1898).
Scrisse inoltre alcuni romanzi d'appendice: La moglie nera (1874), Dopo il congedo (1894), Catene (1894), Le tre contesse (1896), Mogli oneste (1897).
Fece parte della Massoneria.

## Onorificenze
- Commendatore dell'Ordine dei Santi Maurizio e Lazzaro 21 novembre 1901
- Commendatore dell'Ordine della Corona d'Italia